# Бразилски реал
Вижте пояснителната страница за други значения на близкото „риал“.
Реа̀л (на португалски: real, код по ISO 4217: BRL, символ: R$, множествено число: réis (до 1942 г.), reais (от 1994 г.)) е паричната единица на Бразилия. Дели се на 100 сентаво.
След няколко последователни смени на паричната система (рейс, крузейру, крузейру нову, крузаду, крузаду нову, и отново крузейру и крузейру реал), през 1994 г. Бразилия реализира програмата Плано Реал – въведена е новата валута реал, което, в съчетание с други икономически мерки, намалява рязко инфлацията. Новата парична единица е приета при управлението на президента Итамар Франку, под ръководството на тогавашния финансов министър Фернанду Енрики Кардозу, по-късно избран за президент.
Реалът е 16-ата най-търгувана валута в света, втората най-търгувана в Латинска Америка и четвъртата най-търгувана на Американския континент. Смята се, че днес има повече от осем милиона изгубени монети реал.